# Hemo (mitología)
En la mitología griega Hemo (en griego Αἷμος: Haîmos), epónimo del monte Hemo, es uno de los hijos de Bóreas y Oritía, aunque sólo es mencionado en fuentes muy tardías. Es por lo tanto hermano de Zetes, Calais, Quíone y Cleopatra. 
Gobernaba en Tracia junto a su esposa Ródope, hija del río Estrimón, y de ambos nació Hebro, epónimo del río. Hemo era vanidoso y altivo, y preso de la hybris tuvo la osadía de hacerse rendir culto, adoptando, respectivamente, los nombres de Zeus y Hera para él y su esposa. Los dioses los transformaron en montañas —respectivamente en los montes Hemo y los montes Ródope—, ahora son tan sólo montañas heladas que se miran una a la otra desde ángulos opuestos. Todavía hoy en día la península de los Balcanes es conocida como la «península de Hemo» (Χερσόνησος τοῦ Αἵμου).

## Otras tradiciones
El nombre del monte, Hemo (Αἷμος), significa «sangriento»; Apolodoro da otro origen y lo relaciona con la batalla que sostuvieron Zeus y Tifón: «de nuevo acosado (Tifón) llegó a Tracia y combatiendo cerca del Hemo arrojó montes enteros, que al rebotar sobre él a causa del rayo le hicieron derramar abundante sangre en la montaña: por ello dicen que la montaña se llama Hemo».
Según otra tradición Hemo era un tirano de Tracia que habría atacado la ciudad de Bizancio en tiempo de su fundador, Bizante. Éste lo mató en un combate singular en el monte que luego llevó su nombre, el monte Hemo.
Hemo también es el nombre de uno de los compañeros de Télefo ante Troya y era originario de Misia. Pasaba por ser hijo de Ares.